# Gladys Arista
Gladys Arista Portocarrero (Iquitos, 17 de junio de 1950), conocida actualmente por su nombre de casada Gladys Salta, es una exmodelo y exbailarina peruana. 
Fue una de las primeras modelos profesionales del Perú, al conseguir fama por aparecer en diferentes comerciales de la televisión peruana, en las portadas de las revistas locales Ritmolandia, Caretas y Oiga, y por ser la imagen comercial de la marca de gaseosas Inca Kola. A su vez, fue reconocida en su país como símbolo sexual durante a finales de los 1960 y la década siguiente.  
En el ámbito televisivo, ganó notoriedad por haber formado parte de las programas musicales El Clan del 4 y Ritmo del 4 de América Televisión, bajo el apelativo de «la Chica Go-Gó». 
Fue la ganadora del certamen de belleza Miss Playa 1967. 
Tuvo algunas participaciones en la actuación, siendo la protagonista de la película cómica Nemesio de 1969, al lado de Tulio Loza. Se desempeñó como bailarina de la banda musical Los Shain's por un breve tiempo.
Actualmente, se encuentra alejada de la vida pública, radicando en la ciudad de Lake Oswego,  Estados Unidos.

## Biografía

### Primeros años
Nació el 17 de junio de 1950 en Iquitos,capital de la Región Loreto; bajo el nombre completo de Gladys Arista Portocarrero. Proveniente de una familia de raíces amazónicas, es la hija del moyobambino Miguel Arista del Águila, profesor de escuela, y de Rosa Portocarrero;  hermana del cantante Miguel Arista, vocalista del grupo musical Los Shain's; y sobrina del escritor Humberto Santillán Arista y del general José del Carmen Marín Arista.
Arista se mudó a Breña, distrito de la provincia de Lima, donde vivió los primeros años de su vida.Realizó sus estudios escolares en el Colegio Gertrude Hank.

### Carrera

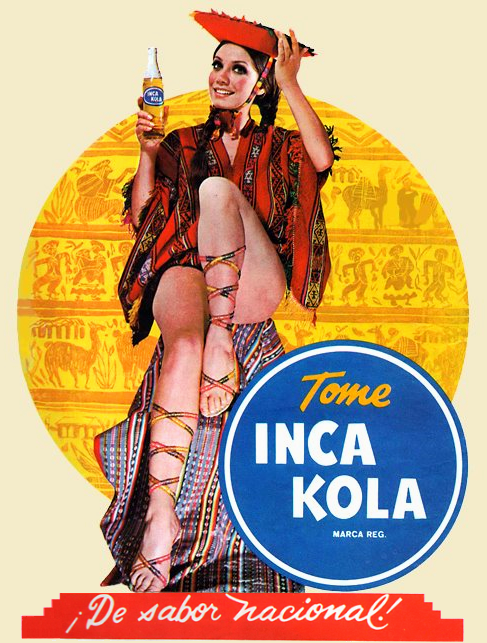
Arista como imagen de la marca de gaseosas Inca Kola.

Arista comenzó su carrera artística como bailarina de Los Shain's, presentándose en los matinales de la nueva ola. Gracias a su talento, le ha permitido incursionarse en la televisión peruana, al formar parte del programa musical El Clan del 4 de Canal 4 Televisión en 1964, bajo la conducción de Luis Ángel Pinasco, donde sería apodada como «la Chica Go-Gó».Al poco tiempo, se incluiría al otro formato El Clan del Twist con la presentación de Diana García, manteniéndose en el rol.
En el año 1967, Arista participó en el concurso de belleza Miss Playa, organizado por el diario Correo, consagrándose finalmente como ganadora de la edición.En el dicho certamen compitió contra otras candidatas; siendo una de ellas, Martha Valcárcel, madre de la modelo y actriz Milett Figueroa.

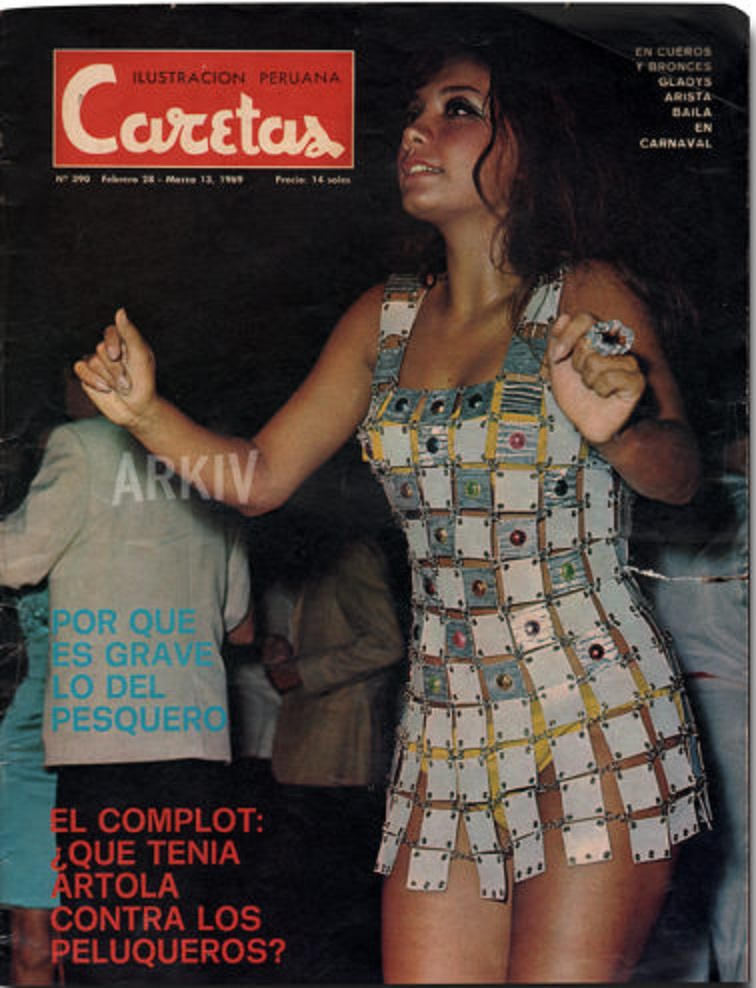
Arista en la portada de la revista Caretas en 1969.

Gracias a su victoria en el certamen, comenzaría una carrera como modelo siendo portada de las revistas locales Ritmolandia, Caretas y Oiga. Seguido, participó en los comerciales de televisión durante a finales de los años 1960 e inicios de los 1970.
Arista tuvo breves apariciones en la actuación, participando en las películas del director argentino Óscar Kantor, El embajador y yo en 1966, bajo el personaje de la chica de bikini, y Nemesio en 1969, asumiendo el rol protagónico al lado del actor cómico Tulio Loza, donde interpretaría a Gladys, la aeromoza de la extinta empresa de aviación Aerolíneas Peruanas, de la que Nemesio Chupaca se enamoraría de ella.
En el año 1970, fue parte del reparto principal de la obra de teatro Evocación veneciana del director Ricardo Roca Rey bajo el personaje de la Mujer del Cobre, y se incursionó como disc jockey lanzando su programa propio en la desaparecida emisora Radio América.
Participó como invitada especial de la Fiesta del Carnaval, organizada por la revista local Caretas en 1969,y otros carnavales de la capital Lima.Además, lideró la representación peruana en el Carnaval de Río de Janeiroy fue parte del formato televisivo Ritmo del 4, retomando el rol de bailarina en el año 1970.
En 1971, Arista fue parte de la segunda etapa del programa musical Cancionísima por el canal Panamericana al lado de los fallecidos cantantes Fernando de Soria y Pepe Cipollahasta el año siguiente.
Tiempo más tarde, se alejó definitivo de la televisión peruana en el año 1981. Algunas declaraciones señalaron que su supuesto romance con el exministro del Interior Armando Artola Azcárate y la involucración a uno de sus familiares dentro de un asesinato fueron las causas del fin de su carrera artística, en la que Arista desmintió.[cita requerida] Su última participación televisiva fue en el programa especial El show de Julio Iglesias por el canal América Televisión en 1980, contando con la presencia del cantante español Julio Iglesias en su primera visita al Perú, donde se encargó de entrevistarlo por dos ediciones.

## Vida personal
En la actualidad, se encuentra casada con el estadounidense Steve J. Salta, con quien tuvo dos hijos.[cita requerida] Tras el matrimonio, cambió su nombre a Gladys Salta y obtuvo la ciudadanía estadounidense en los años ochenta.[cita requerida]

## Trayectoria artística

### Televisión
| Año       | Título                    | Papel                         | Emisión                 |
| --------- | ------------------------- | ----------------------------- | ----------------------- |
| 1964      | El Clan del 4             | Bailarina                     | Canal 4 Televisión      |
| 1965-1966 | El Clan del Twist         | Bailarina                     | Canal 4 Televisión      |
| 1970      | Ritmo del 4               | Bailarina                     | Canal 4 Televisión      |
| 1971-1972 | Cancionísima              | Parte del elenco              | Panamericana Televisión |
| 1980      | El show de Julio Iglesias | Presentadora y entrevistadora | América Televisión      |

### Radio
| Año       | Título        | Papel       | Emisión       |
| --------- | ------------- | ----------- | ------------- |
| 1969-1970 | Gladys Arista | Disc jockey | Radio América |

### Cine
| Año  | Título            | Papel           | Ref.   |
| ---- | ----------------- | --------------- | ------ |
| 1966 | El embajador y yo | Chica de bikini | [ 12 ] |
| 1969 | Nemesio           | Gladys          | [ 16 ] |

### Spots publicitarios
| Año       | Título                          | Papel                                                          | Ref.             |
| --------- | ------------------------------- | -------------------------------------------------------------- | ---------------- |
| 1968      | Diario Ojo                      | Imagen comercial (con Tulio Loza)                              | [ 25 ]           |
| 1968      | Desorodante Breck               | Imagen comercial                                               | [ 26 ]           |
| 1968-1972 | Inca Kola                       | Imagen comercial (lema: La bebida de sabor nacional)           | [ 10 ]           |
| 1968-1972 | Inca Kola                       | Imagen comercial (lema: La Kola Dorada)                        | [ 27 ] [ 28 ]    |
| 1968-1972 | Inca Kola                       | Imagen comercial (lema: El sabor de nuestros mejores momentos) | [ 29 ]           |
| 1968      | Cigarrillos Ducal               | Imagen comercial                                               | [cita requerida] |
| 1970-1972 | Tiendas Hogar                   | Imagen comercial                                               | [ 30 ] [ 31 ]    |
| 1971      | Refrescos Bimbo                 | Imagen comercial                                               | [ 32 ]           |
| 1971      | Jabones Spree                   | Imagen comercial                                               | [ 33 ]           |
| 1972      | Telas Caricia Dralon            | Imagen comercial                                               | [ 34 ]           |
| 1975      | Embellecedor de Busto Birguitte | Imagen comercial                                               | [ 35 ]           |

### Teatro
| Año  | Título              | Papel           | Ref.   |
| ---- | ------------------- | --------------- | ------ |
| 1970 | Evocación veneciana | Mujer del Cofre | [ 17 ] |

## Competencias
- Miss Playa 1967: Ganadora[19]